# Sata Rallye Açores 2011
Die Sata Rallye Açores 2011 war der sechste Lauf der Intercontinental Rally Challenge 2011 und zählte außerdem zur portugiesischen Rallye-Meisterschaft. Die Rallye wurde vom 14. bis 16. Juli 2011 auf São Miguel, der größten Insel der Azoren, ausgetragen.

## Hintergrund
Das Fahrerlager befand sich in Ponta Delgada, der Hauptstadt der Azoren. Auf dem Programm standen 17 Wertungsprüfungen auf Schotterstraßen. Die ersten drei Prüfungen fanden am 14. Juli statt, neun Prüfungen sollten am 15. Juli folgen und weitere fünf am 16. Juli. Die Gesamtdistanz inklusive aller geplanten Wertungsprüfungen hätte 205,09 Kilometer betragen sollen. Da aber am zweiten Tag zwei Wertungsprüfungen abgesagt wurden, wurden schließlich nur 179,32 gewertete Kilometer auf 15 Wertungsprüfungen gefahren. 42 Teams waren gestartet, davon erreichten 18 das Ziel.

## Verlauf
Nach der ersten Wertungsprüfung setzte sich zunächst Andreas Mikkelsen an die Spitze. Wegen einer defekten Servolenkung verlor er daraufhin allerdings Zeit und damit die Führung an Juho Hänninen. Dieser hatte nach dem ersten Tag einen Vorsprung von 4,3 Sekunden auf Bruno Magalhães und 5,7 Sekunden auf Mikkelsen.
Am zweiten Tag lieferten sich die Škoda-Piloten Hänninen und Mikkelsen einen engen Schlagabtausch und machten die Bestzeiten unter sich. WP5 wurde abgesagt, weil sich eine Viehherde auf der Piste befand. Auf der sechsten Prüfung schied Guy Wilks wegen einer defekten Vorderradaufhängung seines Peugeot aus. Auch WP9 konnte nicht ausgetragen werden, weil sich neben der Straße noch einige liegengebliebene Fahrzeuge befanden, die zusammen mit dem Nebel ein Sicherheitsrisiko darstellten. Die letzten drei Wertungsprüfungen des Tages sicherte sich Mikkelsen, der damit seinen Rückstand auf Hänninen auf 1,3 Sekunden reduzierte. Um Platz drei lieferten sich Magalhães und Jan Kopecký ein Duell, beide lagen aber bereits rund 50 Sekunden hinter der Spitze.
Mikkelsen übernahm zu Beginn des dritten Tages kurzzeitig die Führung. Kopecký schob sich mit einer Bestzeit auf WP13 an Magalhães vorbei auf Platz drei. Auf der folgenden Prüfung musste Magalhães wegen eines Getriebeschadens allerdings aufgeben. Währenddessen holte sich Hänninen die Führung von Mikkelsen zurück. Mit einer Bestzeit auf WP15 kam Mikkelsen zwar noch einmal etwas näher heran, Hänninen baute seinen Vorsprung anschließend aber weiter aus. Schließlich siegte Hänninen mit 42,3 Sekunden Vorsprung auf Mikkelsen und 1:46 Minuten auf Kopecký. Mit seinem Sieg übernahm Hänninen wieder die Tabellenführung in der IRC.

## Ergebnisse

### Gesamtwertung
| Pos. | Fahrer            | Beifahrer         | Fahrzeug                       | Gesamtzeit | Rückstand | Punkte |
| ---- | ----------------- | ----------------- | ------------------------------ | ---------- | --------- | ------ |
| 1    | Juho Hänninen     | Mikko Markkula    | Škoda Fabia S2000              | 2:19:03,8  |           | 25     |
| 2    | Andreas Mikkelsen | Ola Fløene        | Škoda Fabia S2000              | 2:19:46,1  | 42,3      | 18     |
| 3    | Jan Kopecký       | Petr Starý        | Škoda Fabia S2000              | 2:20:49,8  | 1:46,0    | 15     |
| 4    | Bryan Bouffier    | Xavier Panseri    | Peugeot 207 S2000              | 2:22:40,0  | 3:36,2    | 12     |
| 5    | Patrik Sandell    | Staffan Parmander | Škoda Fabia S2000              | 2:23:37,1  | 4:33,3    | 10     |
| 6    | Ricardo Moura     | Sancho Eiró       | Mitsubishi Lancer Evolution IX | 2:25:10,8  | 6:07,0    | 8      |
| 7    | Vítor Lopes       | Hugo Magalhães    | Subaru Impreza WRX STI         | 2:28:55,9  | 9:52,1    | 6      |
| 8    | Vítor Pascoal     | Luis Ramalho      | Mitsubishi Lancer Evolution X  | 2:31:51,1  | 12:47,3   | 4      |
| 9    | Sérgio Silva      | Nelson Cordeiro   | Subaru Impreza WRX STI         | 2:33:04,1  | 14:00,3   | 2      |
| 10   | Paulo Maciel      | Filipe Gouveira   | Citroën Saxo VTS               | 2:37:14,5  | 18:10,7   | –      |
| 11   | Fumio Nutahara    | Hakaru Ichino     | Subaru Impreza R4              | 2:37:14,6  | 18:10,8   | 1      |

1. ↑  Auf Rang 10 platzierte sich ein Fahrer mit einem Fahrzeug eines Herstellers, der nicht in die IRC eingeschrieben war. Fumio Nutahara rückte daher in der Punktevergabe auf und erhielt als 11. die Punktzahl für den 10. Platz.

### Wertungsprüfungen
| Tag              | WP   | Uhrzeit | Name                   | Länge    | Sieger                   | Zeit                     | Ø-Tempo                  | Gesamtführender   |
| ---------------- | ---- | ------- | ---------------------- | -------- | ------------------------ | ------------------------ | ------------------------ | ----------------- |
| Tag 1 (14. Juli) | SS1  | 16:45   | Lagoa – Marques 1      | 13,06 km | Andreas Mikkelsen        | 8:41,9                   | 90,09 km/h               | Andreas Mikkelsen |
| Tag 1 (14. Juli) | SS2  | 17:24   | Coroa da Mata 1        | 7,50 km  | Bruno Magalhães          | 6:25,3                   | 70,08 km/h               | Juho Hänninen     |
| Tag 1 (14. Juli) | SS3  | 18:00   | Grupo Marques 1        | 2,00 km  | Juho Hänninen            | 1:57,4                   | 61,33 km/h               | Juho Hänninen     |
| Tag 2 (15. Juli) | SS4  | 10:08   | Batalha Golfe 1        | 7,90 km  | Juho Hänninen            | 5:40,2                   | 83,60 km/h               | Juho Hänninen     |
| Tag 2 (15. Juli) | SS5  | 10:43   | Feteiras 1             | 7,47 km  | Wertungsprüfung abgesagt | Wertungsprüfung abgesagt | Wertungsprüfung abgesagt | Juho Hänninen     |
| Tag 2 (15. Juli) | SS6  | 11:08   | Sete Cidades 1         | 18,30 km | Juho Hänninen            | 13:46,3                  | 79,73 km/h               | Juho Hänninen     |
| Tag 2 (15. Juli) | SS7  | 13:02   | Batalha Golfe 2        | 7,90 km  | Andreas Mikkelsen        | 5:32,3                   | 85,59 km/h               | Juho Hänninen     |
| Tag 2 (15. Juli) | SS8  | 13:37   | Feteiras 2             | 7,47 km  | Juho Hänninen            | 5:48,7                   | 77,12 km/h               | Juho Hänninen     |
| Tag 2 (15. Juli) | SS9  | 14:02   | Sete Cidades 2         | 18,30 km | Wertungsprüfung abgesagt | Wertungsprüfung abgesagt | Wertungsprüfung abgesagt | Juho Hänninen     |
| Tag 2 (15. Juli) | SS10 | 16:02   | Remédios – Água de Pau | 7,15 km  | Andreas Mikkelsen        | 4:56,8                   | 86,73 km/h               | Juho Hänninen     |
| Tag 2 (15. Juli) | SS11 | 16:25   | Lagoa – Marques 2      | 13,06 km | Andreas Mikkelsen        | 8:29,6                   | 92,26 km/h               | Juho Hänninen     |
| Tag 2 (15. Juli) | SS12 | 17:04   | Coroa da Mata 2        | 7,50 km  | Andreas Mikkelsen        | 6:14,3                   | 72,13 km/h               | Juho Hänninen     |
| Tag 3 (16. Juli) | SS13 | 10:27   | Graminhais 1           | 20,80 km | Jan Kopecký              | 15:45,0                  | 79,24 km/h               | Andreas Mikkelsen |
| Tag 3 (16. Juli) | SS14 | 11:25   | Tronqueira 1           | 21,94 km | Juho Hänninen            | 18:33,7                  | 70,92 km/h               | Juho Hänninen     |
| Tag 3 (16. Juli) | SS15 | 12:57   | Grupo Marques 2        | 2,00 km  | Andreas Mikkelsen        | 1:59,4                   | 60,30 km/h               | Juho Hänninen     |
| Tag 3 (16. Juli) | SS16 | 15:26   | Graminhais 2           | 20,80 km | Juho Hänninen            | 15:54,9                  | 78,42 km/h               | Juho Hänninen     |
| Tag 3 (16. Juli) | SS17 | 16:24   | Tronqueira 2           | 21,94 km | Patrik Sandell           | 18:58,4                  | 69,38 km/h               | Juho Hänninen     |